# لویک پویو
لویک پویو (انگلیسی: Loïc Puyo؛ زادهٔ ۱۹ دسامبر ۱۹۸۸) بازیکن فوتبال اهل فرانسه است.
از باشگاه‌هایی که در آن بازی کرده‌است می‌توان به باشگاه فوتبال نانسی، باشگاه فوتبال اوسر، و باشگاه ورزشی آمیان اشاره کرد.